# Dioscorea herzogii
Dioscorea herzogii là một loài thực vật có hoa trong họ Dioscoreaceae. Loài này được R.Knuth mô tả khoa học đầu tiên năm 1916.